# Take Off (EP)
MOSTRARTÍTULO

Take Off es el primer EP de la boy band china WayV. Fue lanzado el 9 de mayo de 2019 por Label V y SM Entertainment junto a su sencillo principal del mismo nombre. Consiste de tres canciones previamentes lanzadas y otras tres canciones originales. Tras su lanzamiento, el EP debutó en el puesto número siete en Billboard World Albums Chart y obtuvo el primer lugar en ITunes Top Album Chart en 30 regiones, mientras que "Take Off" llegó al puesto número uno en QQ Music. 

## Antecedentes y lanzamientos
Tras su EP digital debut The Vision en enero, WayV empezó a lanzar imagenes teaser, videos promocionales teasers, y un video musical teaser diario para su primer EP Take Off. El álbum consiste de tres canciones previamente lanzadas y otras tres nuevas canciones, incluyendo el sencillo principal "Take Off".  Se  lanzó digitalmente el 9 de mayo de 2019, y físicamente el 15 de mayo a través de la empresa china de retail Dangdang.
El grupo también lanzó un video musical grabado por ellos mismos para "Let Me Love U" el 13 de junio.

## Lista de canciones
| Take Off |                             |             |                                                                                |          |  |
| N.º      | Título                      | Letras      | Música                                                                         | Duración |  |
| 1.       | «Take Off 无翼而飞»         | Matthew Yen | Mike Daley Mitchell Owens Wilbart "Vedo" McCoy III Jeff Lewis                  | 3:53     |  |
| 2.       | «Regular 理所当然»          | Yen         | Daley Owens Wilbart 'Vedo' McCoy III George Kranz Yoo                          | 3:37     |  |
| 3.       | «Say It 真实谎言»           | Pan Yanting | LDN Noise Andrew Choi Lauren Dyson                                             | 3:15     |  |
| 4.       | «Come Back 噩梦»            | Yen         | Saley Owens Michael Jiminez Deez MZMC Jeremy "Tay" Jasper                      | 3:25     |  |
| 5.       | «Let Me Love U 爱不释手»    | Wu I-Wei    | The Stereotypes Kameron "Kam Parker" Glasper Joseph "220" Park (Iconic Sounds) | 3:46     |  |
| 6.       | «Dream Launch 梦想发射计划» | Xiaohan     | Hyuk Shin (Joombas) Sun (Joombas) Bae Min-soo (Joombas) Jeff Lewis             | 3:46     |  |
| 20:22    |                             |             |                                                                                |          |  |